# Bruce Gilley
Bruce Gilley (Montréal, 21 juli 1966) is een Amerikaans hoogleraar Politicologie, directeur van het PhD-promotietraject Public Affairs and Policy aan de Mark O. Hatfield School of Government van de Portland State University, en voorzitter van de Oregon Association of Scholars. Gilley verwierf internationale bekendheid, mede door een storm van kritiek, met zijn controversiële peer reviewed artikel The Case for Colonialism, gepubliceerd in een advance online editie van het wetenschappelijk tijdschrift Third World Quarterly in 2017. Vijftien leden van het bestuur van het tijdschrift namen ontslag vanwege Gilleys artikel.

## Loopbaan
Gilley, een Canadees geboren Amerikaan van Schotse afkomst, behaalde in 1988 zijn Bachelor of Arts in economie en internationale betrekkingen aan de Universiteit van Toronto. Als Commonwealth Scholar deed hij zijn Master of Economics aan de Universiteit van Oxford van 1989 tot 1991, en ging hij naar China om een jaar Engels te doceren. Van 1992 tot 2002 werkte hij als journalist in Hong Kong en schreef hij voor de krant Eastern Express en vervolgens het tijdschrift Far Eastern Economic Review, waar zijn grootste primeur de onthulling was van een illegale technologieoverdracht door een Stanford-professor aan het Chinese leger. Gilley was van 2004 tot 2006 een Woodrow Wilson Scholar aan de Princeton University, waar hij in 2007 promoveerde in de politicologie. In 2008 werd hij buitengewoon hoogleraar aan de afdeling politieke wetenschappen van de Mark O. Hatfield School of Government aan de Portland State University, waar hij in 2016 promoveerde tot Gewoon hoogleraar.
Gilleys onderzoek richt zich op vergelijkende en internationale politiek en overheidsbeleid. Zijn werk bestrijkt uiteenlopende onderwerpen als democratie, klimaatverandering, politieke legitimiteit en internationale conflicten. Hij is gespecialiseerd in de politiek van China en Azië. In zijn artikel uit 2006 "The meaning and measure of state legitimacy: results for 72 countries" introduceerde hij een nieuwe multidimensionale, kwantitatieve maatstaf voor het kwalitatieve concept van politieke legitimiteit. Zijn werk is sindsdien uitgebreid door andere wetenschappers, en aangepast aan specifieke geografische regio's zoals Latijns-Amerika en Europa.

### The Case for Colonialism
Gilley's artikel "The case for colonialism" werd in 2017 gepubliceerd in een advance online version van de 'Third World Quarterly', tegen de aanbeveling van de peer reviewers in. Volgens Gilley was kolonialisme zowel objectief voordelig (de voordelen wogen op tegen de nadelen) als subjectief legitiem (het werd geaccepteerd door grote delen van de lokale bevolking). Bijgevolg roept de auteur op tot een heropleving van het kolonialisme. Het artikel was controversieel zowel omwille van de gevolgde argumentatie als omwille van de latere terugtrekking, en resulteerde in een debat over academische normen en de methode van peerreview. Vijftien leden van het bestuur van het Academisch tijdschrift namen naar aanleiding van de kwestie ontslag. Het artikel werd uiteindelijk met instemming van Gilley ingetrokken en in april 2018 opnieuw gepubliceerd in het conservatieve tijdschrift Academic Questions van de 'National Association of Scholars'. Op de vraag of het ethisch zou zijn om een artikel te publiceren waarin een lans wordt gebroken voor genocide, zei Gilley: "Ik denk dat iedereen het ermee eens zou zijn, 'genocide' is een morele fout", maar dat hij niet geloofde dat kolonialisme een morele fout was. In het voorjaar van 2022 reageerde Gilley op veel van zijn critici in een tweede artikel getiteld 'The Case for Colonialism: A Response to My Critics'.

### The Last Imperialist
Gilleys biografie van Sir Alan Burns, getiteld The Last Imperialist: Sir Alan Burns's Epic Defense of the British Empire, werd uit de handel genomen door een petitie, die meer dan 1000 ondertekenaars kreeg, omdat de auteur een "pro-koloniaal" en "blank nationalistisch" perspectief zou aanhangen. Gilley verdedigde het boek door te zeggen dat het een collegiale toetsing had doorstaan. Het boek werd in september 2021 gepubliceerd door de conservatieve uitgeverij Regnery Gateway.

### Onafhankelijkheid van Hongkong
Gilley's opvattingen over het kolonialisme werden sterk beïnvloed door zijn jaren als journalist toen hij in Hong Kong werkte en de Britten hun kroonkolonie op 1 juli 1997 aan China overdroegen. De enorme angst onder de bevolking van Hong Kong voorafgaand aan de machtsoverdracht aan China in 1997 maakte grote indruk op hem.

## Belgisch kolonialisme
In 2022 kondigde Gilley in een interview met Douglas Murray aan dat hij werkte aan een lange antithese van Adam Hochschild's bestseller "King Leopold's Ghost". Gilley bestrijdt het hoge dodental onder koning Leopold II en wijst op het feit dat Congo Vrijstaat geen kolonie was maar een koninklijke privéonderneming, en dat de problemen en misstanden van de vrijstaat juist het argument waren voor Belgische kolonisatie.

## Lidmaatschappen en onderscheidingen
Gilley beschrijft zichzelf als een "klassieke liberaal" en "een onafhankelijke kiezer". Hij is lid van de redacties van het Journal of Democracy en het Journal of Contemporary China. Verder is Gilley voorzitter van de Oregon Association of Scholars, lid van de Heterodoxe Academie en oprichter van de Oregon Academic Faculty Pledge on Freedom. Hij ontving de volgende prijzen en nominaties voor wetenschappelijke prestaties en artikelen:
- Commonwealth Scholarship, University of Oxford (1989–1991)
- East Asian Studies Prize, Princeton University (2002)
- Woodrow Wilson Scholars Fellowship, Princeton University (2004–2006)
- Marcel Cadieux Award, Best Article on Foreign Policy, Canadian Institute of International Affairs
- Nominated for Gabriel A. Almond Best Dissertation Award, American Political Science Association (2006, 2012)
- Best Dissertation in Comparative Politics, Department of Politics, Princeton University (2007)
- Frank Cass Prize, Best Article in Democratization (2010)
- Dean's Award for Scholarly Achievement – Senior Faculty, College of Urban and Public Affairs (2016)

In 2017 trok Gilley zich terug uit de American Political Science Association, omdat hij vond dat deze een gebrek aan intellectuele diversiteit en een anti-conservatieve vooringenomenheid had. Als lid van de Heterodoxe Academie liet hij zich kritisch uit over tenurevaluaties die een belofte inhouden om de collegiale diversiteit te handhaven.

## Selectie publicaties
- Tiger on the Brink: Jiang Zemin and China's New Elite. University of California Press, 1998. ISBN 0520213955
- Model Rebels: The Rise and Fall of China's Richest Village. University of California Press, 2001. ISBN 978-0520225329
- China's New Rulers: The Secret Files. New York Review of Books, New York, 2003. (With Andrew Nathan) ISBN 978-1590170465
- China's Democratic Future: How It Will Happen and Where It Will Lead. Columbia University Press, 2004. ISBN 978-0231130844
- The Right to Rule: How States Win and Lose Legitimacy. Columbia University Press, 2009. ISBN 978-0231138727
- The Nature of Asian Politics. Cambridge University Press, 2014. ISBN 978-0521761710
- The Last Imperialist: Sir Alan Burns's Epic Defense of the British Empire. Regnery Gateway, 2021. ISBN 978-1684512171
- In Defense of German Colonialism: And How Its Critics Empowered Nazis, Communists, and the Enemies of the West. Regnery Gateway, 2022. ISBN 978-1684512379

### Bijgedragen
- Middle Powers and the Rise of China. Georgetown University Press, Washington DC, 2014. (Met Andrew O'Neil)
- Political Change in China: Comparisons With Taiwan. Lynne Rienner, Boulder, 2008. (Met Larry Diamond)
- Asia's Giants: Comparing China and India. Palgrave Macmillan, New York, 2005. (Met Edward Friedman)

### Artikelen
- "Against the concept of ethnic conflict", Third World Quarterly. 25 (6): 1155–1166. doi:10.1080/0143659042000256959. Archived from the original on January 20, 2018.
- "The Case for Colonialism", Third World Quarterly, 2017. (Republished in Academic Questions, June 2018, Vol. 31, No. 2, pp. 167–185.
- The Case For Colonialism In The Middle East,  A Hoover Institution essay from the caravan notebook, augustus 2020.
- "The Case for Colonialism: A Response to My Critics", Academic Questions, lente 2022.
- "King Hochschild’s Hoax", The American Conservative, 17 april, 2023.
- The Ghost Still Haunts: Adam Hochschild responds to Bruce Gilley, who follows in kind., The American Conservative, 29 mei 2023.